# Championnat de France de rugby à XV 2000-2001
Navigation
Élite 1 1999-2000
(Stade français CASG) Top 16 2001-2002
(Biarritz)
Le Championnat de France de rugby à XV en 2000-2001 est disputé par 21 clubs (il était prévu 22 clubs au départ mais le club du RC Toulon relégué administrativement n'a pas été remplacé).
Dans une phase de classement par matchs aller et retour, les équipes sont réparties en deux poules de dix et onze clubs. Les quatre premières équipes de chaque poule sont qualifiées pour disputer des quarts de finale, la compétition se poursuivant par élimination directe jusqu'à la finale.
Le Stade toulousain remporte le Championnat de France après avoir battu l'AS Montferrand en finale. Le Stade toulousain remporte le bouclier de Brennus pour la seizième fois, tandis que l'ASM perd une nouvelle fois en finale.
À l'issue de la saison 2000-2001, le resserrement de l’élite est fatal à six équipes qui sont reléguées en Pro D2 : Brive, Auch, Aurillac, Mont-de-Marsan, Périgueux mais aussi Grenoble qui a perdu son barrage contre Pau 33-21 (21-21) après prolongation.
Les quatre demi-finaliste du championnat (Castres, 1er de la saison régulière, Toulouse, Montferrand, Biarritz) mais aussi Perpignan et le Stade Français CASG (mieux classés des quarts de finalistes battus) sont qualifiés pour la Coupe d’Europe.
Une équipe est promue dans le futur Top 16 : l'US Montauban.

## Équipes participantes
| \| SU Agen RC Auch Stade aurillacois Aviron bayonnais CA Bègles-Bordeaux AS Béziers Biarritz olympique CS Bourgoin-Jallieu CA Brive Castres olympique Colomiers rugby US Dax FC Grenoble AS Montferrand Stade montois RC Narbonne Stade français CASG Section · paloise CA Périgueux USA Perpignan Stade rochelais Stade · toulousain \| Localisation des clubs engagés en championnat. |
| SU Agen RC Auch Stade aurillacois Aviron bayonnais CA Bègles-Bordeaux AS Béziers Biarritz olympique CS Bourgoin-Jallieu CA Brive Castres olympique Colomiers rugby US Dax FC Grenoble AS Montferrand Stade montois RC Narbonne Stade français CASG Section · paloise CA Périgueux USA Perpignan Stade rochelais Stade · toulousain                                                      |

## Phase de classement

### Groupe 1

#### Résultat des matchs
| Clubs               | AGE   | BEZ   | BOR   | BOU   | CAS   | MON   | PAU   | PRG   | PRP   | STF   |
| SU Agen             |       | 36-19 | 25-12 | 32-13 | 34-16 | 20-13 | 29-15 | 33-8  | 43-6  | 25-25 |
| AS Béziers          | 26-18 |       | 57-7  | 12-16 | 24-13 | 47-29 | 33-23 | 56-10 | 21-25 | 33-20 |
| CA Bègles-Bordeaux  | 26-18 | 28-25 |       | 14-26 | 27-34 | 26-17 | 17-13 | 35-18 | 33-10 | 30-38 |
| CS Bourgoin-Jallieu | 19-16 | 34-35 | 56-20 |       | 22-19 | 24-16 | 34-15 | 74-8  | 20-21 | 22-42 |
| Castres olympique   | 70-17 | 25-9  | 49-22 | 18-8  |       | 21-9  | 31-18 | 86-15 | 28-16 | 29-0  |
| Stade montois       | 18-19 | 12-23 | 23-15 | 18-14 | 16-20 |       | 26-21 | 41-11 | 27-15 | 20-37 |
| Section paloise     | 29-18 | 30-16 | 16-35 | 38-17 | 18-16 | 28-3  |       | 43-7  | 22-29 | 21-6  |
| CA Périgueux        | 13-47 | 34-47 | 20-21 | 9-10  | 12-18 | 27-22 | 23-25 |       | 20-30 | 21-26 |
| USA Perpignan       | 30-28 | 26-9  | 33-15 | 28-16 | 23-28 | 45-17 | 31-25 | 83-12 |       | 32-33 |
| Stade français CASG | 27-22 | 28-23 | 55-19 | 18-18 | 34-37 | 68-10 | 33-27 | 79-11 | 55-9  |       |

|  | Victoire à domicile |  | Match nul |  | Défaite à domicile |

#### Classement
| Rang | Club                     | J  | V  | N | D  | Pm  | Pe  | Diff | Pts |
| ---- | ------------------------ | -- | -- | - | -- | --- | --- | ---- | --- |
| 1    | Castres olympique        | 18 | 14 | 0 | 4  | 558 | 324 | +234 | 46  |
| 2    | Stade français Paris (T) | 18 | 12 | 2 | 4  | 624 | 409 | +215 | 44  |
| 3    | USA Perpignan            | 18 | 11 | 0 | 7  | 492 | 452 | +40  | 40  |
| 4    | SU Agen                  | 18 | 10 | 1 | 7  | 480 | 385 | +95  | 39  |
| 5    | AS Béziers (P)           | 18 | 10 | 0 | 8  | 515 | 414 | +101 | 38  |
| 6    | CS Bourgoin-Jallieu      | 18 | 9  | 1 | 8  | 443 | 379 | +64  | 37  |
| 7    | CA Bègles-Bordeaux       | 18 | 8  | 0 | 10 | 402 | 533 | -131 | 34  |
| 8    | Section paloise          | 18 | 8  | 0 | 10 | 427 | 404 | +23  | 34  |
| 9    | Stade montois            | 18 | 5  | 0 | 13 | 337 | 481 | -144 | 28  |
| 10   | CA Périgueux             | 18 | 1  | 0 | 17 | 279 | 776 | -497 | 20  |

|  | Qualifiés pour les quarts de finale (#1, #2, #3, #4). |
|  | Qualifié pour le barrage de maintien en première division (#8). |
|  | Relégués en Pro D2 pour la saison 2001-2002 (#9, #10). |
|  | T : Tenant du titre • P : Promu V : Victoires • N : Matches Nuls • D : Défaites • PP : Points Pour (marqués) • PC : Points Contre (encaissés) • Diff : Différence de points Bègles-Bordeaux devance Pau à la différence de points particulière (17-13 et 35-16). |

### Groupe 2

#### Résultat des matchs
| Clubs              | AUC   | AUR   | BIA   | BRI   | COL   | DAX   | GRE   | ROC   | MON   | NAR   | TOU   |
| FC Auch            |       | 30-11 | 23-46 | 21-23 | 18-36 | 22-19 | 11-21 | 9-24  | 6-18  | 9-22  | 13-56 |
| Stade aurillacois  | 19-20 |       | 18-23 | 40-34 | 16-23 | 22-33 | 26-25 | 18-13 | 33-28 | 22-28 | 28-39 |
| Biarritz olympique | 50-25 | 33-18 |       | 31-29 | 48-6  | 49-10 | 41-8  | 37-3  | 35-35 | 26-25 | 23-20 |
| CA Brive           | 27-16 | 18-20 | 18-43 |       | 23-16 | 28-20 | 22-12 | 20-16 | 9-37  | 35-39 | 19-32 |
| US Colomiers       | 22-13 | 28-30 | 35-23 | 12-14 |       | 45-27 | 31-22 | 38-20 | 30-10 | 27-19 | 20-32 |
| US Dax             | 17-16 | 45-17 | 23-12 | 34-19 | 21-17 |       | 19-16 | 20-10 | 9-8   | 9-21  | 15-10 |
| FC Grenoble        | 27-18 | 33-19 | 15-6  | 29-16 | 31-23 | 41-14 |       | 17-15 | 18-24 | 43-6  | 15-28 |
| Stade rochelais    | 35-13 | 27-15 | 17-21 | 40-19 | 24-18 | 25-19 | 21-8  |       | 26-36 | 49-42 | 19-18 |
| AS Montferrand     | 66-17 | 22-43 | 37-19 | 46-35 | 16-5  | 37-10 | 30-18 | 67-7  |       | 32-27 | 28-15 |
| RC Narbonne        | 44-10 | 31-25 | 32-20 | 9-12  | 19-21 | 49-33 | 59-17 | 56-21 | 18-27 |       | 25-31 |
| Stade toulousain   | 39-10 | 44-24 | 11-8  | 50-19 | 14-21 | 42-22 | 50-12 | 46-22 | 24-29 | 50-8  |       |

|  | Victoire à domicile |  | Match nul |  | Défaite à domicile |

#### Classement
| Rang | Club               | J  | V  | N | D  | Pm  | Pe  | Diff | Pts |
| ---- | ------------------ | -- | -- | - | -- | --- | --- | ---- | --- |
| 1    | AS Montferrand     | 20 | 15 | 1 | 4  | 633 | 404 | +229 | 51  |
| 2    | Stade toulousain   | 20 | 14 | 0 | 6  | 651 | 380 | +271 | 48  |
| 3    | Biarritz olympique | 20 | 13 | 1 | 6  | 594 | 408 | +186 | 47  |
| 4    | Colomiers Rugby    | 20 | 11 | 0 | 9  | 474 | 440 | +34  | 42  |
| 5    | RC Narbonne        | 20 | 10 | 0 | 10 | 579 | 519 | +60  | 40  |
| 6    | US Dax             | 20 | 10 | 0 | 10 | 419 | 506 | -87  | 40  |
| 7    | Stade rochelais    | 20 | 9  | 0 | 11 | 434 | 537 | -103 | 38  |
| 8    | FC Grenoble        | 20 | 9  | 0 | 11 | 428 | 479 | -51  | 38  |
| 9    | CA Brive           | 20 | 8  | 0 | 12 | 439 | 563 | -124 | 36  |
| 10   | Stade aurillacois  | 20 | 7  | 0 | 13 | 464 | 577 | -113 | 34  |
| 11   | FC Auch            | 20 | 3  | 0 | 17 | 320 | 622 | -302 | 26  |

|  | Qualifiés pour les quarts de finale (#1, #2, #3, #4). |
|  | Qualifié pour le barrage de maintien en première division (#8). |
|  | Relégués en Pro D2 pour la saison 2001-2002 (#9, #10, #11). |
|  | V : Victoires • N : Matches Nuls • D : Défaites • PP : Points Pour (marqués) • PC : Points Contre (encaissés) • Diff : Différence de points Colomiers devance Narbonne et Dax à la différence de points particulière (3 victoires dans les duels contre 2 pour Narbonne et 1 pour Dax). La Rochelle devance Grenoble à la différence de points particulière 21-8 et 15-17. |

## Phase finale
|  | Quarts de finale    | Quarts de finale                       |                    |    | Demi-finales                         | Demi-finales |  |  | Finale | Finale |
|  | Quarts de finale    | Quarts de finale                       |                    |    | Demi-finales                         | Demi-finales |  |  | Finale | Finale |
|  |                     |                                        |                    |    |                                      |              |  |  |        |        |
|  |                     |                                        |                    |    | le 2 juin 2001 au Stadium (Toulouse) |              |  |  |        |        |
|  |                     |                                        |                    |    |                                      |              |  |  |        |        |
|  | Castres olympique   | 37                                     |                    |    |                                      |              |  |  |        |        |
|  | Castres olympique   | 37                                     |                    |    |                                      |              |  |  |        |        |
|  | US Colomiers        | 26                                     |                    |    |                                      |              |  |  |        |        |
|  | US Colomiers        | 26                                     | Castres olympique  | 21 |                                      |              |  |  |        |        |
|  |                     |                                        | Castres olympique  | 21 |                                      |              |  |  |        |        |
|  |                     | Stade toulousain                       | 32                 |    |                                      |              |  |  |        |        |
|  | Stade toulousain    | Stade toulousain                       | 32                 | 20 |                                      |              |  |  |        |        |
|  | Stade toulousain    |                                        |                    | 20 |                                      |              |  |  |        |        |
|  | USA Perpignan       | 15                                     |                    |    |                                      |              |  |  |        |        |
|  | USA Perpignan       | 15                                     | Stade toulousain   | 34 |                                      |              |  |  |        |        |
|  |                     |                                        | Stade toulousain   | 34 |                                      |              |  |  |        |        |
|  |                     | AS Montferrand                         | 22                 |    |                                      |              |  |  |        |        |
|  | Stade français CASG | AS Montferrand                         | 22                 | 19 |                                      |              |  |  |        |        |
|  | Stade français CASG | le 2 juin 2001 au Stade Gerland (Lyon) |                    | 19 |                                      |              |  |  |        |        |
|  | Biarritz olympique  | 35                                     |                    |    |                                      |              |  |  |        |        |
|  | Biarritz olympique  | 35                                     | Biarritz olympique | 9  |                                      |              |  |  |        |        |
|  |                     |                                        | Biarritz olympique | 9  |                                      |              |  |  |        |        |
|  |                     | AS Montferrand                         | 16                 |    |                                      |              |  |  |        |        |
|  | AS Montferrand      | AS Montferrand                         | 16                 | 33 |                                      |              |  |  |        |        |
|  | AS Montferrand      |                                        |                    | 33 |                                      |              |  |  |        |        |
|  | SU Agen             | 21                                     |                    |    |                                      |              |  |  |        |        |
|  | SU Agen             | 21                                     |                    |    |                                      |              |  |  |        |        |

## Finale
| Équipes          | Stade toulousain - AS Montferrand |
| Score            | 34-22 |
| Date             | 9 juin 2001 |
| Stade            | Stade de France |
| Arbitre          | Gérard Borreani |
| Les équipes      | |
| Stade toulousain | Titulaires : Christian Califano, Yannick Bru, Franck Tournaire, Hugues Miorin, David Gérard, Jean Bouilhou, Christian Labit, Fabien Pelous, Frédéric Michalak, Yann Delaigue, Michel Marfaing, Clément Poitrenaud, Cédric Desbrosse, Xavier Garbajosa, Nicolas Jeanjean Remplaçants : Stéphane Ougier, Alain Penaud, Didier Lacroix, Franck Belot, Sylvain Dispagne, Cédric Soulette, Jérôme Cazalbou |
| AS Montferrand   | Titulaires : Abraham Tolofua, Yves Pedrosa, Alessio Galasso, David Barrier, Éric Lecomte, Alexandre Audebert, Olivier Magne, Selborne Boome, Alessandro Troncon, Gérald Merceron, David Bory, Nicolas Nadau, Johnny Ngauamo, Aurélien Rougerie, Jimmy Marlu Remplaçants : Sébastien Viars, Jan Machacek, Marco Caputo, Brendan Reidy, Éric Nicol, Christophe Dongieu, Kevin Dalzell                   |
| Points marqués   | |
| Stade toulousain | 1 essai par Marfaing, 1 transformation et 2 pénalités par Marfaing, 4 pénalités par Michalak, 3 drops par Delaigue |
| AS Montferrand   | 1 essai par Audebert, 1 transformation et 5 pénalités par Merceron |

## Barrage de maintien en première division
| Équipes         | Section paloise - FC Grenoble |
| Score           | 33-21 après prolongation (21-21 à la fin du temps réglementaire) |
| Date            | 20 mai 2001 |
| Stade           | Stade de la Méditerranée |
| Arbitre         | Daniel Gillet |
| Les équipes     | |
| Section paloise | Titulaires : Mathieu Larrouy, Jean-Philippe Bonrepaux, David Laperne, Thierry Cléda, Guillaume Chasseriau, Lionel Mallier, Imanol Harinordoquy, Al Charron, Philippe Carbonneau, David Aucagne, Xavier Cambres, Damien Traille, Jean-Charles Cistacq, Pascal Bomati, Nicolas Brusque Remplaçants : Pierre Triep-Capdeville, Marc Dal Maso, Abder Agueb, Guillaume Combes, Christophe Paillé                          |
| FC Grenoble     | Titulaires : Sebastián Rondinelli, Jean-Jacques Taofifénua, Laurent Gomez, John Welborn, Ovidiu Tonița, Julien Frier, Emmanuel Amapakabo, Willy Taofifénua, Lionel Ringeval, Mark Beale, Geoffroy Messina, Brian Liebenberg, Rickus Lubbe, Franck Corrihons, Ezequiel Jurado Remplaçants : Sylvain Bégon, Patrick Lubungu, Mourat Ouembaev, Ben Willis, Mark Mayerhofler, Diego Albanese, Jérôme Filitoga-Taofifénua |
| Points marqués  | |
| Section paloise | 2 essais par P.Bomati (35e, 61e), 1 transformation (37e) et 7 pénalités (13e, 19e, 25e, 85e, 92e, 97e, 100e) par D.Aucagne |
| FC Grenoble     | 7 pénalités par M.Beale (17e, 40e, 44e, 48e, 54e, 77e, 82e) |